# Список вулиць Львова (Ґ)
Список усіх вулиць Львова, що починаються на літеру Ґ
У списку вулиці подані за алфавітом. Назви вулиць на честь людей відсортовані за прізвищем і подаються у форматі Прізвище Ім'я і/або Посада. Якщо вулиця названа за цілісним псевдонімом або прізвиськом, то сортування відбувається за першої літерою псевдоніма або імені, тобто Лесі Українки — на літеру Л, Марка Вовчка, Марка Черемшини — на М, Олени Пчілки — на О, Панаса Мирного — на П, Янки Купали — на Я тощо.
Колір фону у списку залежить від типу урбаноніма.
| Назва     | Тип    | Колишні назви | Район       | Місцевість | Рік затв. | Джерела              |
| --------- | ------ | ------------- | ----------- | ---------- | --------- | -------------------- |
| Ґеца Лева | вулиця | Ентузіастів   | Залізничний | Левандівка | 1993      | ВЛ, ПСВЛ, ІВЛ, ВП, Л |
| Ґрунтова  | вулиця | Бічна Зелена  | Сихівський  | Сихів      | 1962      | ВЛ, ПСВЛ, ВП, Л      |